# Liste der Landesstraßen 1. Ordnung im Saarland
Im Saarland werden 821 km Landesstraßen 1. Ordnung unterhalten. Sie entsprechen den Landesstraßen bzw. Staatsstraßen in anderen Bundesländern. Sie teilen sich wie folgt auf:
NK = Netzknoten
 = Bundesgrenze Frankreich ↔ Deutschland
RP = Landesgrenze Rheinland-Pfalz
| Nr.     | Planquadrat (Topografische_Karte#Blattbezeichnung) | Start (Kreis)                    | Ende (Kreis)                            | Start-NK-Nr.   | Ende-NK-Nr.              | Anz. Abschn. | Länge [km]  | Verlauf | Bemerkungen, Besonderheiten                                                 |
| ------- | -------------------------------------------------- | -------------------------------- | --------------------------------------- | -------------- | ------------------------ | ------------ | ----------- | --- | --------------------------------------------------------------------------- |
| L 101   | 6809                                               | = (HOM)                          | RP L 465 (HOM)                          | 075            | 002                      | 6            | 8,372       | Peppenkum, Altheim |                                                                             |
| L 102   | 6809, 6810                                         | Gersheim L 105 (HOM)             | (HOM)                                   | 069            | 452                      | 8            | 13,050      | Gersheim, Medelsheim, Peppenkum, Riesweiler, Brenschelbach, Brenschelbach-Bahnhof                                                                              |                                                                             |
| L 103   | 6709, 6809, 6810                                   | L 105 (HOM)                      | L 102 (HOM)                             | 068            | 063                      | 5            | 9,992       | Mimbach, Böckweiler, Altheim, Brenschelbach |                                                                             |
| L 104   | 6810                                               | L 102 (HOM)                      | RP L 479 (HOM)                          | 451            | 007                      | 1            | 1,000       | Brenschelbach-Bahnhof |                                                                             |
| L 105   | 6708, 6709, 6808, 6809                             | Fechingen L 107 (SB)             | Webenheim (HOM)                         | 001            | 067                      | 12           | 30,410      | Fechingen, Bliesransbach, Bliesmengen-Bolchen, Habkirchen, Reinheim, Gersheim, Herbitzheim, Bliesdalheim, Breitfurt, Mimbach, Webenheim                        |                                                                             |
| L 106   | 6808                                               | L 105 (SB)                       | (SB)                                    | 013            | 003                      | 2            | 5,233       | über Sitterswald nordnordöstlich |                                                                             |
| L 107   | 6708, 6709                                         | Schafbrücke L 119 (ehem. ) (SB)  | Aßweiler (HOM)                          | 008            | 051                      | 12           | 15,030      | Schafbrücke, Brebach, Fechingen, Eschringen, Neumühle, Ommersheim, Aßweiler                                                                                    |                                                                             |
| L 108   | 6708                                               | L 107 (SB)                       | St. Ingbert L 119 (ehem. ) (IGB)        | 002            | 052                      | 7            | 13,672      | Fechingen, Ensheim, St. Ingbert |                                                                             |
| L 108 L | 6708                                               | L 108 (SB)                       | Saarbrücken-Flughafen (SB)              | 072            | 071                      | 1            | 0,49        | | L = links der Stationierrichtung                                            |
| L 109   | 6708, 6808                                         | Brebach (SB)                     | L 254 (SB)                              | 073            | 027 oder 007?            | 2            | 4,945       | Güdingen, Bübingen | oder nur bis Schönbach?                                                     |
| L 110   | 6709                                               | RP / Ernstweiler L 469 (ZW)      | Ingweiler (HOM)                         | 012            | 055                      | 1            | 0,517       | Einöd, Ingweiler |                                                                             |
| L 111   | 6708, 6709                                         | St. Ingbert L 119 (ehem. ) (IGB) | Schwarzenacker (HOM)                    | 094            | 054                      | 10           | 18,680      | St. Ingbert, Hassel, Niederwürzbach, Lautzkirchen, Bierbach, Wörschweiler, Schwarzenacker                                                                      |                                                                             |
| L 112   | 6708, 6608, 6508                                   | St. Ingbert L 119 (ehem. ) (IGB) | Dirmingen L 133 (NK)                    | 051            | 024? oder 012?           | 19           | 22,690      | Elversberg, Friedrichsthal, Merchweiler, Illingen, Hosterhof, Wustweiler                                                                                       | Ersatz für ehem. zwischen Dirmingen und Merchweiler                         |
| L 113   | 6609, 6709                                         | Neunkirchen L 115 (NK)           | Blieskastel (HOM)                       | 120            | 067                      | 8            | 15,668      | Eschweilerhof, Kirkel, Lautzkirchen |                                                                             |
| L 114   | 6609                                               | Neunkirchen L 285 (NK)           | (HOM)                                   | 097            | 076                      | 8            | 15,14       | Furpach, Kohlhof, Limbach |                                                                             |
| L 115   | 6608, 6609                                         | Neunkirchen (NK)                 | (HOM)                                   | 104            | 114                      | 9            | 10,03       | Wellesweiler, Bexbach |                                                                             |
| L 116   | 6609, 6509                                         | Altstadt L 114 (HOM)             | L 121 (NK)                              | 062? 075?      | 051                      |              | 13,33       | Oberbexbach, Frankenholz, Münchwies |                                                                             |
| L 117   | 6609                                               | Frankenholz L 116 (HOM)          | RP / Waldmohr K 3 (KUS)                 | 053            | 001                      | 4            | 5,16        | Höchen |                                                                             |
| L 118   | 6609, 6610                                         | Homburg L 119 (ehem. ) (HOM)     | Jägersburg (HOM)                        | 366? 367?      | 059                      | 2            | 5,76        | Homburg, Erbach, Jägersburg | Mittlerer Knoten an einer Ortsstraße                                        |
| L 119   | 6708, 6608, 6609, 6610                             | St. Johann (SB)                  | RP / Vogelbach L 395 (KL)               | 009            | 008                      |              |             | St. Johann, Schafbrücke, Scheidt, Rentrisch, St. Ingbert, Rohrbach, Kirkel, Abstäberhof, Limbach, Am Zollbahnhof, Homburg, Johannishof, Bruchhof, Eichelscheid | ehemals                                                                     |
| L 120   | 6610                                               | Homburg L 119 (HOM)              | RP / Käshofen L 462 (HOM)               | 359? oder 368? | 037                      | 2            | 3,4         | Homburg | Straße ist durch Einschnitt Land RP zweigeteilt (L 462)                     |
| L 121   | 6609, 6509                                         | NK-Wiebelskirchen L 124 (NK)     | Dörrenbach (NK)                         | 093            | 161                      | 5            | 8,9         | Hangard, Fürth (Oster) |                                                                             |
| L 122   | 6509, 6409                                         | (NK)                             | Freisen L 133 (Eichenlaubstraße*) (WND) | 152            | 224                      | 5            | 10,36       | Osterbrücken, Haupersweiler, Oberkirchen |                                                                             |
| L 123   | 6409                                               | L 122 (WND)                      | RP L 349 (WND)                          | 221            | 029                      | 1            | 0,58        | |                                                                             |
| L 124   | 6608, 6609                                         | (NK)                             | Ottweiler (NK)                          | 100            | 001? oder 151?           | 7            | 9,69        | Wiebelskirchen | letzter Abschnitt verbindet und                                             |
| L 125   | 6708, 6608                                         | Saarbrücken (SB)                 | Neunkirchen (NK)                        | 085            | 030? oder 104? oder 029? | 13           | 18,7        | Jägersfreude, Dudweiler, Sulzbach, Friedrichsthal | Ehem.                                                                       |
| L 126   | 6608, 6708                                         | Quierschied L 127 (SB)           | St. Ingbert-Sengscheid L 108 (IGB)      | 096            | 026                      | 6            | 10,49       | Brefeld, Sulzbach, Neuweiler, Rentrisch |                                                                             |
| L 127   | 6707, 6708, 6608                                   | SB-Malstatt (SB)                 | Merchweiler L 128 (NK)                  | 039            | 024? oder 027?           | 11           | 15,79       | Fischbach, Quierschied |                                                                             |
| L 128   | 6707, 6607, 6608, 6508                             | AS Riegelsberg (SB)              | Ottweiler (NK)                          | 060            | 095                      | 17           | 21,24       | Holz, Göttelborn, Merchweiler, Wemmetsweiler, Stennweiler |                                                                             |
| L 129   | 6608                                               | Merchweiler L 112 (NK)           | NK-Sinnerthal (NK)                      | 068            | 029? oder 106?           | 5            | 6,34        | Heiligenwald, Landsweiler-Reden, Sinnerthal |                                                                             |
| L 130   | 6608, 6508                                         | Hirzweiler L 141 (NK)            | WND-Oberlinxweiler L 132 (WND)          | 017            | 008                      | 3            | 12,04       | Urexweiler, Remmesweiler |                                                                             |
| L 131   | 6508, 6509                                         | St. Wendel (WND)                 | RP L 352 (WND)                          | 013            | 004                      | 7            | 11,94       | Werschweiler |                                                                             |
| L 132   | 6508, 6509, 6408                                   | WND-Niederlinxweiler (WND)       | Namborn-Eisweiler (WND)                 | 034            | 079                      | 9            | 13,13       | Oberlinxweiler, St. Wendel, Baltersweiler, Hofeld |                                                                             |
| L 133   | 6408, 6409                                         | Dirmingen L 112 (WND)            | RP L 348 (WND)                          | 024            | 011                      | 12           | 7,93 + 2,07 | Furschweiler | zwischen Alsweiler und Winterbach von unterbrochen; weitere Unterbrechungen |
| L 134   | 6508, 6408, 6407                                   | St. Wendel L 131 (WND)           | Selbach (WND)                           | 012            | 064                      | 4            | 12,8        | Bliesen, Oberthal, Gronig | von Selbach weiter zur L 147                                                |
| L 135   | 6508, 6408                                         | Tholey [[\|]] (WND)              | Nohfelden (WND)                         | 019            | 054                      | 9            | 17,32       | Selbach, Neunkirchen, Gonnesweiler, Türkismühle | teilw. ehem. , Teil der Eichenlaubstraße                                    |
| L 136   | 6707, 6607                                         | VK-Fürstenhausen L 271 (VK)      | Heusweiler-Holz L 128 (SB)              | 041            | 024                      | 11           | 17,42       | Püttlingen, Köllerbach, Etzenhofen, Walpershofen, Dilsburg |                                                                             |
| L 139   | 6606, 6607, 6707                                   | Saarlouis (SLS)                  | AS Riegelsberg (SB)                     | 011            | 060                      | 14           | 14,2        | Lisdorf, Ensdorf, Schwalbach, Sprengen, Köllerbach, Hixberg |                                                                             |
| L 140   | 6706, 6707, 6607                                   | Bous (SLS)                       | L 141                                   | 004?           | 042                      | 7            | 10,33       | Knausholz, Derlen, Elm, Sprengen |                                                                             |
| L 141   | 6606, 6607, 6608, 6508                             | Saarwellingen (SLS)              | Ottweiler (NK)                          | 032?           | 002?                     | 23           | 30,51       | Schwarzenholz, Niedersalbach, Heusweiler, Numborn, Mangelhausen, Wiesbach, Uchtelfangen, Hosterhof, Hüttigweiler, Welschbach                                   |                                                                             |
| L 141 R | 6608                                               | L 141 (NK)                       | L 112 (NK)                              | 006            | 023                      | 1            | 0,36        | Deltakreuzung zwischen Illingen und Hosterhof |                                                                             |
| L 141 L | 6508, 6509                                         | Ottweiler L 141 (NK)             | Ottweiler (NK)                          | 003            | 165                      | 1            | 0,44        | nördliche Ortsdurchfahrt Ottweiler |                                                                             |
| L 142   | 6606, 6607, 6507                                   | Saarwellingen (SLS)              | B268                                    | 032?           | 045? oder 049?           | 6            | 13,915      | Hoxberg, Eidenborn, Lebach, Hahn | davon 0,4 km auf                                                            |
| L 143   | 6606, 6607, 6507                                   | Dillingen (SLS)                  | Schmelz (SLS)                           | 004?           | 016                      | 2            | 5,94 + 6,93 | Hüttersdorf | unterbrochen von                                                            |
| L 145   | 6507, 6407, 6408                                   | Geisweiler Hof (SLS)             | L 147 (WND)                             | 018            | 066                      | 7            | 14,745      | Limbach, Neipel, Scheuern, Dörsdorf, Hasborn |                                                                             |
| L 146   | 6308                                               | Waldbach L 330 (WND)             | RP L 167 (WND)                          | 402            | 013                      | 1            | 2,77        | Eisen |                                                                             |
| L 147   | 6308, 6307, 6407, 6408, 6508                       | RP L 166 (WND)                   | Tholey-Theley L 135 (WND)               | 004            | 020                      | 11           | 20,6 + 0,57 | Otzenhausen, Nonnweiler, Mariahütte, Primstal | Autobahnanschluss Otzenhausen                                               |
| L 148   | 6507, 6407                                         | Nunkirchen (WND)                 | Primstal L 147 (WND)                    | 020            | 076                      | 7            | 14,07       | Noswendel, Lockweiler, Krettnich | Teil der Eichenlaubstraße                                                   |
| L 149   | 6307, 6407                                         | Wadern L 148 (MZG)               | RP L 151 (WND/TR)                       | 052            | 016                      | 9            |             | Buweiler, Kostenbach, Nonnweiler | Teil der Eichenlaubstraße                                                   |
| L 150   | 6407, 6307                                         | Wadern L 149                     | RP L 147                                | 063            | 004                      | 3            |             | Wadrill |                                                                             |
| L 151   | 6406, 6407                                         | RP L 142                         | Noswendel L 148                         | 008            | 056                      | 6            |             | Weiskirchen |                                                                             |
| L 152   | 6507, 6406, 6407                                   | Nunkirchen                       | L 151                                   | 020            | 057                      | 2            |             | Thailen |                                                                             |
| L 156   | 6606, 6506 6507                                    | Rehlingen L 170                  | B268                                    | 004            | 019                      | 6            |             | Beckingen, Honzrath, Erbringen, Reimsbach, Oppen |                                                                             |
| L 157   | 6505, 6506, 6406                                   | Merzig                           | Weiskirchen L 151                       | 015            | 210                      | 13           |             | Brotdorf, Bachem, Losheim, Mitlosheim, Rappweiler | Teil der Eichenlaubstraße                                                   |
| L 158   | 6506, 6406                                         | Mettlach                         | B268                                    | 031            | 215                      | 4            |             | | Teil der Eichenlaubstraße                                                   |
| L 163   | 6707, 6706                                         | Luisenthal (VK) /                | Velsen (VK) L 164                       | 026 / 025      | 017                      | 5            |             | Stangenmühle |                                                                             |
| L 164   | 6706, 6807                                         | Ludweiler-Warndt (VK)            | Großrosseln-Naßweiler (VK) = N 3        | 010            | 001                      | 5            |             | Großrosseln, Emmersweiler |                                                                             |
| L 165   | 6806, 6706, 6707                                   | Lauterbach (VK) =                | Völklingen-Innenstadt (VK)              | 001            | 071                      | 9            |             | Lauterbach, Ludweiler-Warndt, Geislautern, Wehrden |                                                                             |
| L 166   |                                                    |                                  |                                         |                |                          |              |             | |                                                                             |
| L 167   | 6606, 6706                                         | Saarlouis-Picard (SLS) ,         | = (Straße nach Saint-Avold) (SLS)       | 028            | 014                      | 4            |             | Neuforweiler, Bisten, Überherrn |                                                                             |
| L 168   | 6706                                               | Überherrn (SLS)                  | Bous (SLS)                              | 013            | 005                      | 4            |             | Differten, Werbeln, Wadgassen |                                                                             |
| L 169   | 6706                                               | =                                | Bisten (SLS) L 167                      | 009            | 008                      | 1            |             | |                                                                             |
| L 170   | 6505, 6605, 6606                                   | Saarlouis , (SLS)                | Borg, (MZG)                             | 010            | 018?                     | 14           |             | Wallerfangen, Rehlingen, Fremersdorf, Mechern, Ballern, Schwemlingen, Büdingen, Wellingen, Wehingen, Tünsdorf, Eft-Hellendorf                                  | bis zum Bau der Ersatz für ehm.                                             |
| L 171   | 6606, 6605                                         | AS Rehlingen                     | = (Straße nach Thionville)              | 049            | 007                      | 9            |             | Siersburg, Niedaltdorf |                                                                             |
| L 172   | 6606, 6605                                         | L 171 Siersburg                  | L 173                                   | 038            | 022                      | 6            |             | Siersburg, Gerlfangen, Oberesch, Biringen, Silwingen |                                                                             |
| L 173   | 6505                                               | von Waldwisse                    | Merzig, , L 174 (MZG)                   | 023            | 015                      | 5            |             | Hilbringen |                                                                             |
| L 174   | 6505, 6605, 6606                                   | Merzig, u. L 173, (MZG)          | Saarlouis,                              | 015            | 021 oder 034?            | 8            |             | Dillingen, Saarlouis-Roden | Ersatz für ehem.                                                            |
| L 175   | 6505                                               | Besseringen                      | L 383 Schwemlingen                      | 003            | 008 oder 009?            | 1            |             | |                                                                             |
| L 176   | 6405, 6505                                         | RP L 131                         | Mettlach                                | 008            | 002 oder 033?            | 3            |             | Weiten, Keuchen, Mettlach |                                                                             |
| L 177   | 6405, 6404                                         | "Weiße Mark" L 176 (MZG)         | "Potsdamer Platz" , (MZG)               | 303            | 254                      | 3            |             | Orscholz, Oberleuken | in der ges. Länge Teil der Eichenlaubstraße                                 |
| L 178   | 6504, 6505, 6405                                   | (MZG)                            | Weiter L 176 (MZG)                      | 007            | 301                      | 2            | 9           | Orscholz |                                                                             |